# 自由中國號
自由中國號，一艘近古中式帆船，是中華民國第一艘達成橫渡太平洋記錄的無動力木造帆船，也是目前現存以中華傳統工法製造的木造帆船中歷史最悠久的之一，她還是目前唯一存留的「福船」，於1955年4月4日，由基隆出發，搭載周傳鈞、玉麟、陳家琳、徐家政、胡露奇等五名中華民國船員以及當時的美國駐華副領事麥克文（Calvin Mehlert），經114天，到達美國舊金山。
這項記錄被列入舊金山海洋活動歷史名冊。中華民國政府也因此將7月11日定為航海節。

## 歷史
自由中國號原本是一艘木造捕魚漁船，在19世紀末由福州馬尾船廠，以中國傳統工法製造後出廠，原名為「勝孝利號」，多年後在出售重新註冊時原本還要稱它為「基隆號」或船員提議的「龍種號」等，終由台灣省政府主席嚴家淦確定為「自由中國號」。

### 橫渡太平洋
1955年周傳鈞、种玉麟、陳家琳、徐家政、胡露奇等五人，為參加當年6月11日第125屆橫渡大西洋國際帆船大賽，提出先嘗試太平洋橫渡計劃，並找到這艘傳統帆船報名參賽。因為船員經費不足，經當時台灣省主席嚴家淦出資協助，買下此艘木造帆船整理後並改名為「自由中國號」下水。美國駐台副領事麥克文（Calvin Mehlert）也加入此計畫。
1955年4月4日，自由中國號從基隆正濱漁港出發。中途因為船隻受損，曾短暫停靠釣魚台維修，2名船員麥克文、徐家政並且登上釣魚台。歷經114天，抵達了美國舊金山。雖錯過國際帆船比賽，但已創下記錄，成為台灣第一艘達成橫渡太平洋記錄的木造帆船。
此外，自由中國號完成兩項政府委託工作：將臺灣郵政管理局交付的蓋有紀念郵戳信件送達舊金山郵局、每六小時將臺灣水產試驗所託付的瓶中信丟入海中測試洋流。

## 後續發展

### 舊金山的下落
在完成橫渡後，在舊金山港區29號碼頭，豎立一座紀念碑，簡略記載自由中國號木造船及船員橫渡太平洋的經過，將自由中國號木造船編入舊金山海洋活動歷史中的一環。但因缺乏營運資金支持，船被滯留在美國，原計劃將船捐贈給當地博物館，但沒有博物館提供空間接收；負責後續維護的義工，因無力長期負擔保管費，自由中國號遭碼頭管理處拍賣，從此一度不知去向。
2009年，被發現棄置在美國舊金山一家私人船場，面臨拆解、銷毀命運。台灣海洋文史工作者曾樹銘在《聯合報》投書，希望政府協助保存，曾參與橫渡的船員也致信馬英九總統，引起中華民國政府重視。當時行政院長劉兆玄指示環保署副署長邱文彥與文建會協助拯救文物。當時文建會文資總處主任王壽來見及曾樹銘的投書後，立即啟動搶救該船的工作，兩度派遣海洋大學在內的學者專家，組團前往美西實地了解並評估該船的狀況，親自主持30多次的專案會議，力主應將全船運回。
在文建會聯絡後，船主傑西（Zuniga Jesse）同意捐出船體，2012年4月19日中午，船主傑西與受文建會委託前去接船的主持人國立臺灣海洋大學人文社會科學院院長羅綸新會面完成交付，兩人並揮手舉旗正式開始啟程返鄉儀式，船體運至奧克蘭港邊碼頭。於4月30日由陽明海運公司運回，5月17日抵達基隆港，再以陸運載至國立海洋科技博物館，7月11日副總統吳敦義、文化部部長龍應台、文資局局長王壽來及自由中國號三名仍在世的船員周傳鈞、胡露奇、麥克文共同舉行儀式。預計此船將在國立海洋科技博物館進行展覽，此外，為了保存此段珍貴的歷史，後來並主導攝製了《魔傳奇航》紀錄片及出版專書，因此於2012年11月獲頒象徵公務員最高榮譽的考試院「公務員傑出貢獻獎」。

### 運回台灣與展出
2013年9月至2014年8月期間，由海科館及文資局委託國立高雄海洋科技大學（現國立高雄科技大學）造船及海洋工程系王治平教授所帶領之團隊（團隊成員包含國立高雄海洋科技大學，現國立高雄科技大學，造船及海洋工程系洪文玲教授、國立成功大學系統及船舶機電學系陳政宏教授、國立成功大學博物館郭美芳研究員、本案專任助理陳定中等）進行歷史調查與修復規劃，以便提供後續復原自由中國號船體時之依據。
2014年11月，由海科館及文資局委託洪全瑞依據上述之歷史調查與修復規劃，進行修復自由中國號船體之工程，經一年之維修，已回復於美國被切除的船艏、船艉，以及被拆除的船艛，外觀腐爛及由歷任船東所修補的水泥，膠殼也全部拆除修復。2015年底已完成第一階段之復原工程，外觀依委員會決議並未上色，以便保留修復痕跡易辨別之特性。
2018年6月2日，周傳鈞船長偕同妻子、兒子、媳婦、孫子等一群人自美國返台，在海科館、文資局人員以及修復期間審查委員們的陪同下，63年後再次登船觀看修復後之自由中國號，內心情緒激動不已。修復規畫團隊主持人王治平、洪文玲，修復團隊洪全瑞及其家人，及所有對自由中國號付出心力之朋友們齊聚一堂，這段跨越60多年的情緣首度聚首，堪稱極具歷史性的一刻。預計2019年正式開放，讓民眾參觀。
2020年，該船改由國立海洋科技博物館移交海大名下，長期收藏於國立台灣海洋大學校區內展出，同時推出文創作品等，而周船長時隔69年後也再度登上經過大整理之後白色面貌的自由中國號，並透露當時船上還有飼養雞隻等故事。

## 外部連結
- 首艘橫渡太平洋中式帆船 「自由中國號」明返台[永久]
- .   [2015-07-11]. （原始内容存档于2018-04-29）.
- .   [2015-07-11].[]
- .   [2015-07-11]. （原始内容存档于2016-03-04）.
- .   [2015-07-11]. （原始内容存档于2016-03-04）.
- .   [2015-07-11]. （原始内容存档于2015-09-23）.
- .   [2015-07-11]. （原始内容存档于2016-03-04）.
- .   [2015-07-11]. （原始内容存档于2016-03-04）.